# 2160i
2160i又稱4K，是一直高畫質影片格式。「2160」即是垂直方向2160條水平線，「i」表示採用交錯式掃描視訊顯示方式（interlaced scan）。
由於2160i先掃描單數垂直畫面，再掃描雙數垂直畫面，因此只需2160p的一半，但是碰到高速移動物體，物體就有晃動積像。現時4K顯示器都支援該解像度，即3840×2160i。HDMI亦支援此解像度。

## 應用
除着超高清越來越流行，廣東影視頻道使用此解像度作4K播放，台灣公共電視未來亦會使用此解析度。